# Aiptasia
Genre
Les anémones de verre (Aiptasia) sont un genre d'anémones de mer de la famille des Aiptasiidae.

## Liste des espèces

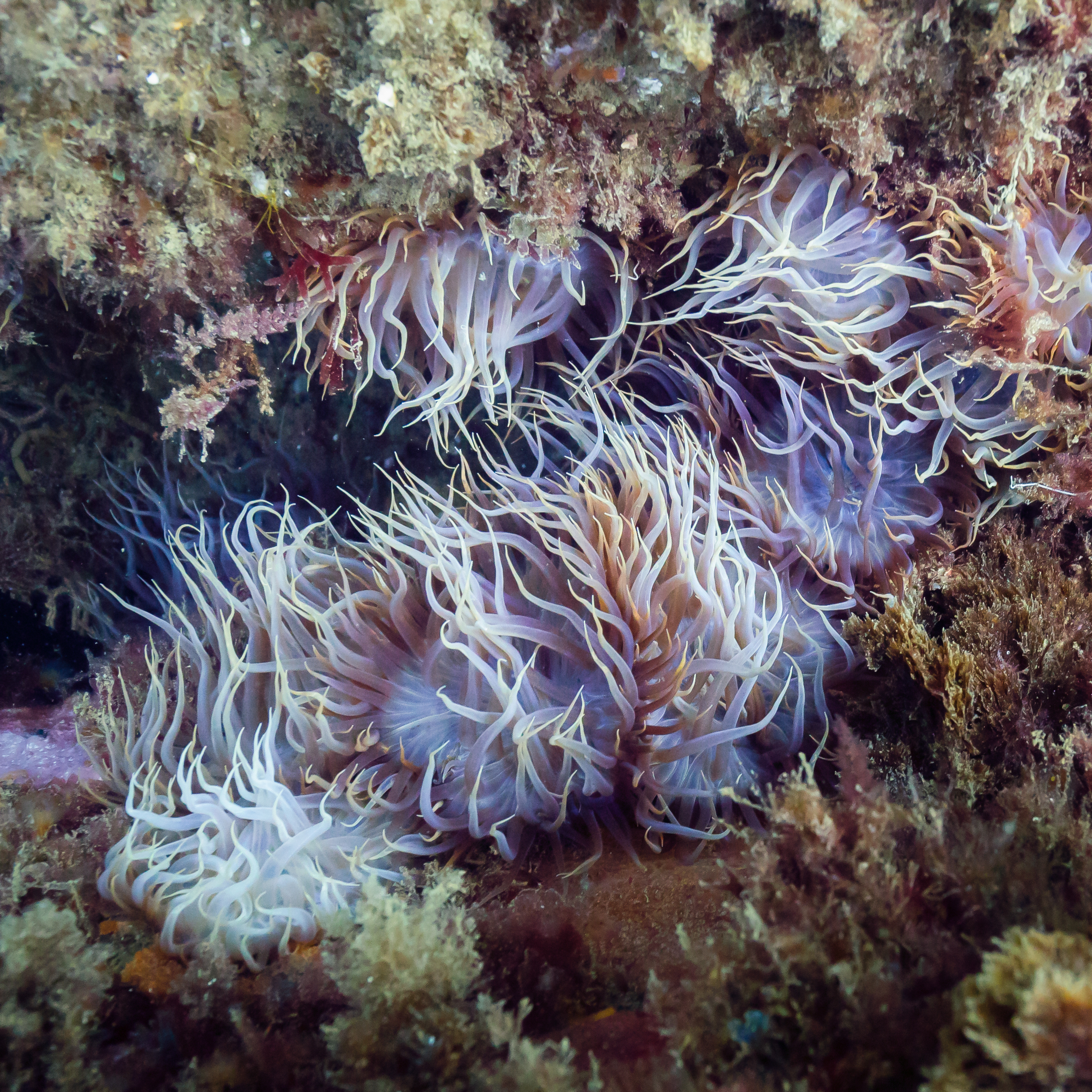
Une aiptasia couchii dans le parc naturel de l'Arrábida, Portugal. Juillet 2020.

- Aiptasia californica Carlgren, 1952
- Aiptasia carnea Andres, 1881
- Aiptasia diaphana (Rapp, 1829)
- Aiptasia eruptaurantia (Field, 1949)
- Aiptasia erythrochila (Fischer, 1874)
- Aiptasia insignis Carlgren, 1941
- Aiptasia inula (Duchassaing de Fombressin et Michelotti, 1864)
- Aiptasia leiodactyla Pax, 1910
- Aiptasia mimosa (Duchassaing de Fombressin et Michelotti, 1864)
- Aiptasia mutabilis (Gravenhorst, 1831)
- Aiptasia pallida (Agassiz in Verrill, 1864)
- Aiptasia parva Carlgren, 1938
- Aiptasia prima (Stephenson, 1918)
- Aiptasia pulchella Carlgren, 1943
- Aiptasia saxicola Andres, 1881
- Aiptasia tagetes (Duchassaing de Fombressin et Michelotti, 1864)

## Aquariophilie
Les espèces de ce genre sont particulièrement redoutées en aquariophilie récifale car elles s'attaquent aux coraux et se propagent rapidement dans les bacs. On contrôle souvent leurs populations à l'aide du mollusque nudibranche Berghia stephanieae.